# Eudoxia Macrembolita

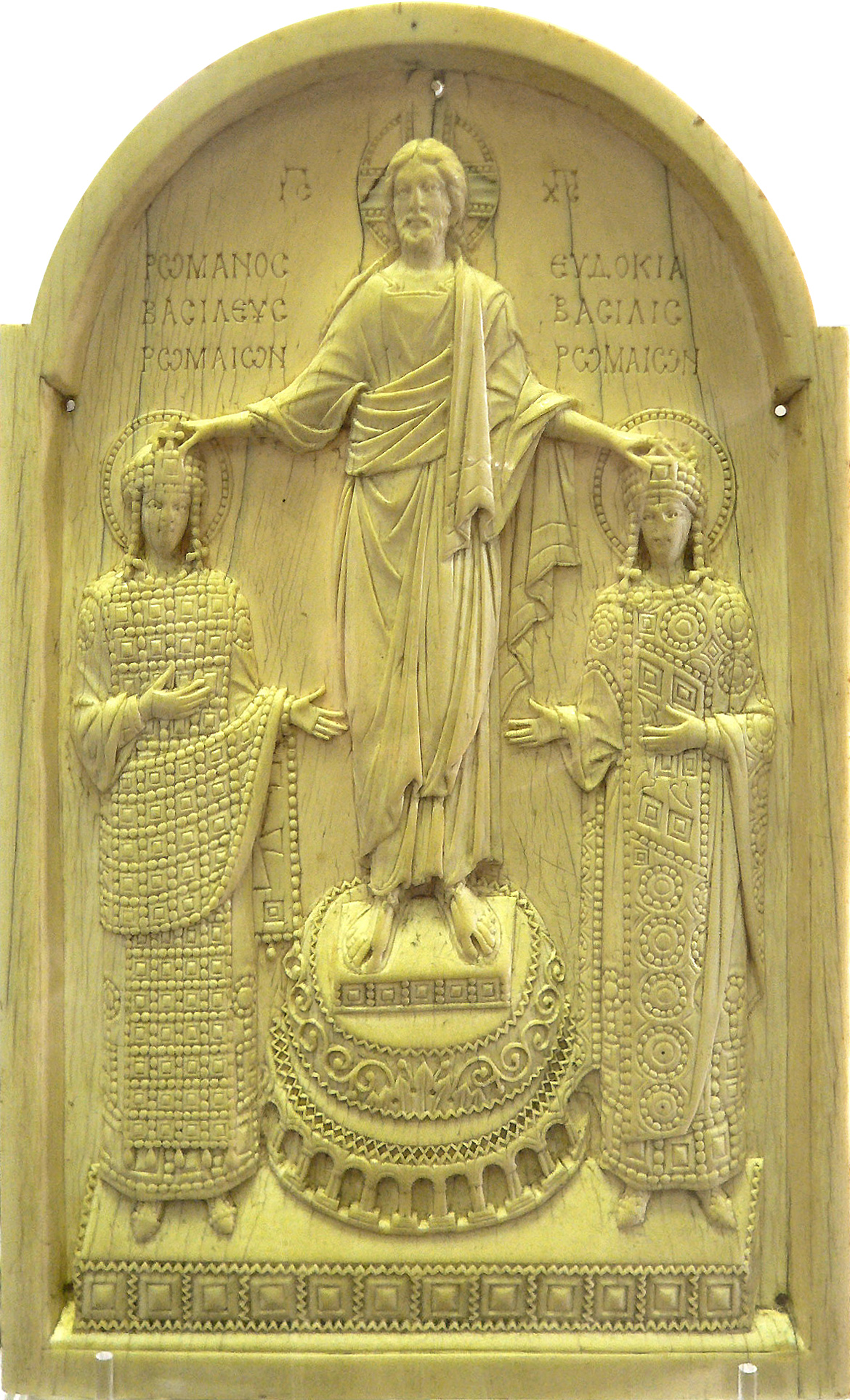
Díptico mostrando a Romano IV y Eudoxia. Son legibles dos inscripciones en griego: "Romano, Emperador de los Romanos" y "Eudoxia, Emperatriz de los Romanos".

Eudoxia Macrembolita (griego Ευδοκία Μακρεμβολίτισσα, 1021-1096), fue la segunda esposa del emperador bizantino Constantino X Ducas. Después de que él muriese (1067) se convirtió en esposa de Romano IV Diógenes. Fue brevemente emperatriz reinante entre finales de mayo de 1067 y el 31 de diciembre de dicho año.

## Biografía
Eudoxia era sobrina de Miguel Cerulario, patriarca de Constantinopla, cuya hermana se había casado con Juan Macrembolita.
Se casó por primera vez en algún momento anterior a 1050, con Constantino X Ducas emperador bizantino. Tuvo de él siete hijos; uno murió de niño, y otros dos, Constancio y Zoe, nacieron después de que Constantino se convirtiera en emperador en 1059. Cuando Constantino murió en 1067 se le confirmó la regencia en nombre de sus hijos, Miguel VII y Constancio, junto con el hermano de Constantino, el césar Juan Ducas. Miguel VII tenía edad suficiente para gobernar solo, pero aun así se le consideró coemperador con su hermano más joven, mientras que Eudoxia administraba el imperio.
También había jurado en el lecho de muerte de Constantino no volver a casarse, e incluso había hecho prisionero y exiliado a Romano Diógenes, del que se sospechaba que aspiraba al trono. Sin embargo, percibiendo que no era capaz ella sola de detener las invasiones que amenazaban la frontera oriental de un imperio sin ayuda, revocó su juramento y se casó con Romano, sin la aprobación de Juan Ducas, el patriarca Juan VIII de Constantinopla o de su propio hijo Miguel. El matrimonio se celebró el 1 de enero de 1068, y Romano fue inmediatamente proclamado coemperador como Romano IV. Con su ayuda, Eudoxia fue capaz de rechazar el peligro inminente. Tuvo dos hijos con Romano IV, Nicéforo y León. Otro de los hijos de Eudoxia y Constantino, Andrónico Ducas, fue nombrado entonces emperador por Romano IV, aunque lo habían excluido del poder sus propios padres y hermanos. No obstante, Eudoxia no vivió muy feliz con su nuevo marido, que era muy belicoso y voluntarioso y progresivamente la fue excluyendo del poder. Cuando fue hecho prisionero por los turcos selyúcidas en la batalla de Manzikert (1071), Eudoxia y Miguel de nuevo asumieron el gobierno, hasta que se supo que Romano había sobrevivido y que estaba regresando a Constantinopla. Juan Ducas y la guardia varega entonces presionaron a Eudoxia para que dejara el poder en manos de Miguel y se retirara a un monasterio del Bósforo.
Eudoxia aseguró la canonización de Cerulario poco tiempo después de su muerte, haciendo de él el campeón de la independencia espiritual de los griegos después del Gran Cisma de Oriente en el año 1054.
Nicéforo III Botaniates, que derrocó a Miguel VII en 1078, la hizo volver a la capital y la colmó de favores. Le ofreció casarse con ella. Este plan no llegó a llevarse a cabo, debido a la oposición del césar Juan Ducas, y Eudoxia murió como monja en algún momento posterior al ascenso de Alejo I Comneno en 1081.

## Escritos
Eudoxia recopiló un diccionario de historia y mitología, al que denominó Ἰωνιά, esto es, «Colección o lecho de violetas». El prefacio está escrito por su esposo Romano Diógenes, y en él describe la obra como «una colección de genealogías de los dioses, héroes, y heroínas, de sus metamorfosis, y de las fábulas e historias respecto a ellos que se encuentran entre los antiguos; contiene también noticias de varios filósofos». Las fuentes de las que la obra es una compilación incluyen a Diógenes Laercio y al Suda.

## Familia
De su primer matrimonio, con Constantino X Ducas, Eudoxia tuvo:
- Miguel VII Ducas
- Andrónico Ducas, coemperador de 1068 a 1078
- Constancio Ducas, coemperador de hacia 1060 a 1078, muerto en 1081
- Ana Ducas, quien tomó los hábitos y se hizo monja
- Teodora Ducas, quien se casó con Domenico Selvo, Dogo de Venecia
- Zoe Ducas, quien se casó con Adriano Comneno, hermano del emperador Alejo I Comneno.

De su segundo matrimonio, con Romano IV Diógenes, Eudoxia tuvo a:
- Nicéforo Diógenes
- León Diógenes

Miguel Psello estaba muy próximo a su familia, y Eudoxia lo consideraba un «tío». Según Psello, ella era muy noble, bella e inteligente.

### Fuente primaria
- Miguel Psello. Cronografía.